# Echo (protokol)
 For alternative betydninger, se Echo. (Se også artikler, som begynder med Echo)
Echo (også kaldet Echo Protocol eller Echo Protokol) er en protokol inden for it-terminologien.
Beskrivelsen for echo "reply" kan findes beskrevet i RFC 862-dokumentationen.
Echo-protokollen er baseret på TCP (Connection Oriented) TCP Echo-protokollen er standardiseret af grundlæggeren ARPA. Echo Request er et godt værktøj til at fejlsøge et netværk. Et echo-request sender den samme meddelelse tilbage til oprindelses afsender af echo-pakken.
En echo-meddelelse er defineret som en valideret og er afhængig af en fast forbindelse bruger TCP.
En server eller en pc lytter efter TCP-forbindelser på port 7. Når en forbindelse er etableret, bliver  alle data der er sendt, sendt tilbage til afsender. Denne forbindelse fortsætter indtil afsenderen stopper transmissionen.

## Echo-protokol baseret påUDP
UDP Based Echo Service (Non Connection Oriented).
En anden echo-service er baseret på UDP-datagram-pakker. En server lytter til UPD-datagram-pakker på UDP port 7. Når serveren modtager et datagram, bliver dette sent tilbage til afsender.
| It | Spire Denne it-artikel er en spire som bør udbygges. Du er velkommen til at hjælpe Wikipedia ved at udvide den. |